# Calliostoma sapidum
Calliostoma sapidum är en snäckart som beskrevs av Dall 1881. Calliostoma sapidum ingår i släktet Calliostoma och familjen Calliostomatidae. Inga underarter finns listade i Catalogue of Life.